# Asano Nagaakira
Asano Nagaakira (浅野長晟?   1586-1632) fue un samurái del período Sengoku a inicios del periodo Edo en la historia de Japón.

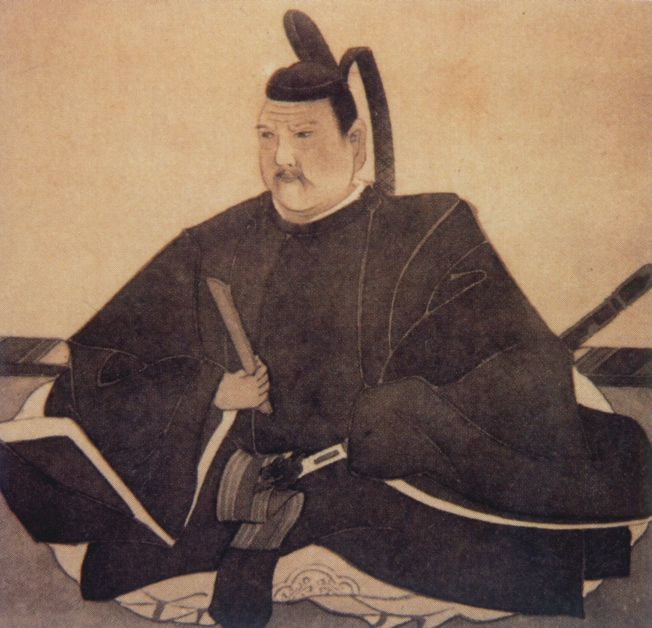
Asano Nagaakira

Nagaakira se convirtió en el líder del clan a la muerte de su hermano Yoshinaga, quien murió sin un heredero. Nagaakira peleó para el shogunato Tokugawa durante el asedio de Osaka, donde tomó 42 cabezas de sus enemigos. En 1619 recibió el feudo de Hiroshima, valuado alrededor de 426.000 koku.
Falleció en el año de 1632.